# Les Sept Péchés capitaux (film, 1952)
Pour les articles homonymes, voir Les Sept Péchés capitaux.
Pour plus de détails, voir Fiche technique et Distribution.
Les Sept Péchés capitaux (I sette peccati capitali) est un film à sketches franco-italien, en sept tableaux réalisés par sept réalisateurs différents, sorti en 1952.
Le film a été distribué sans le septième tableau dans sa version italienne.

## Synopsis global
Dans une fête foraine, un meneur de jeu attire les badauds et illustre pour eux les sept péchés capitaux : 
1. L'Avarice et la Colère ;
2. La Paresse ;
3. La Luxure ;
4. L'Envie ;
5. La Gourmandise ;
6. L'Orgueil ;
7. Le Huitième Péché[1].

## Fiche technique globale
- Titre français : Les Sept Péchés capitaux
- Titre italien : I sette peccati capitali
- Musique : René Cloërec, Yves Baudrier
- Production : Henry Deutschmeister, F. Kretschmer, Turi Vasile
- Société de production : Franco-London Film (Paris), Film Costellazione (Rome)
- Société de distribution :  France : Gaumont ;  Italie : Twentieth Century Fox
- Pays de production :  France,  Italie
- Langue : français, italien
- Format : noir et blanc - 35 mm - son mono
- Genre : comédie dramatique
- Dates de sortie : 
  - Italie : 27 mars 1952
  - France : 30 avril 1952

## Détail des tableaux

### L'Avarice et la Colère

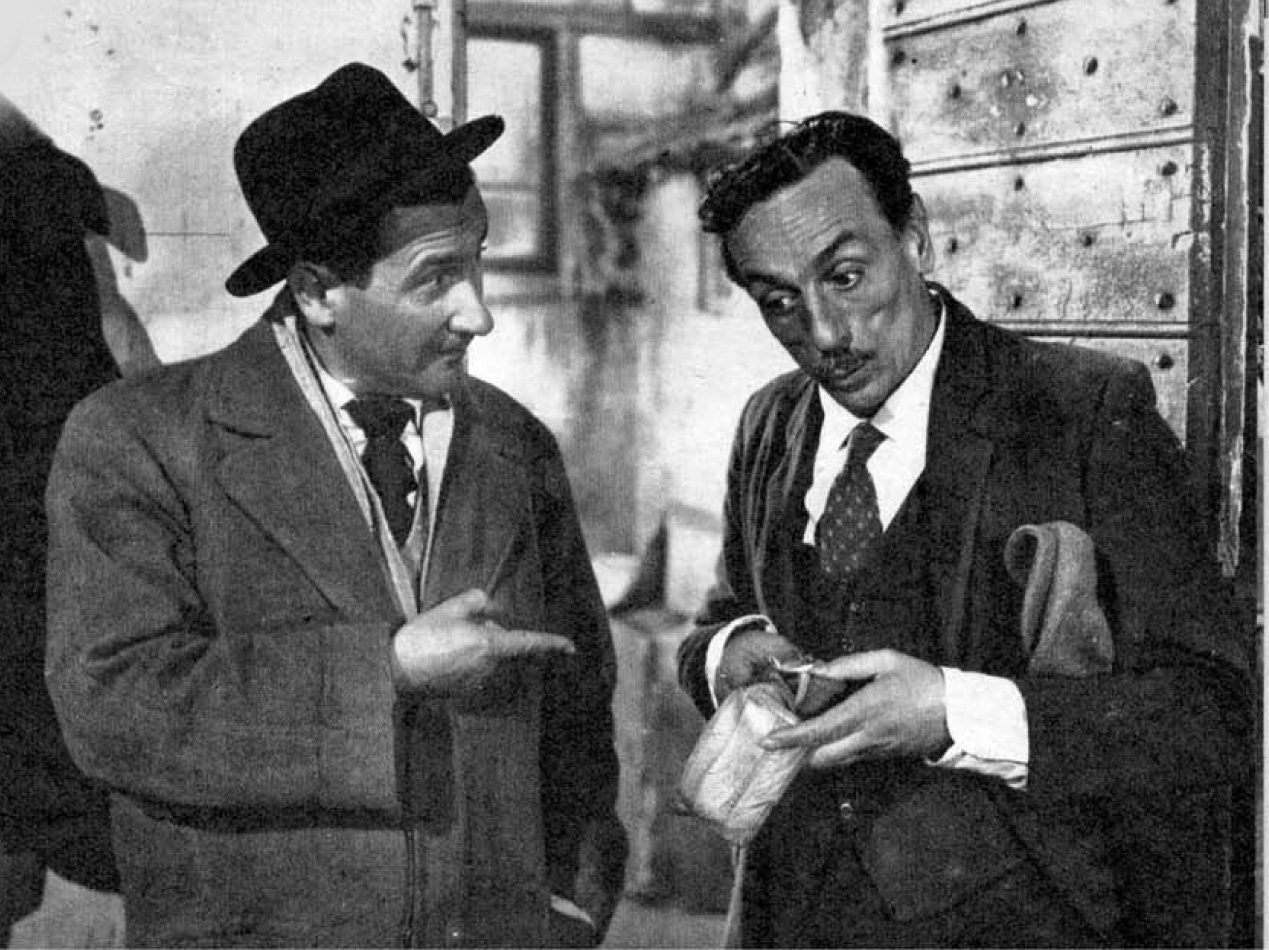
Paolo Stoppa (M. Alvaro) et Eduardo De Filippo (Eduardo) dans une scène du 1er tableau intitulé L'Avarice et la Colère.

#### Synopsis
Un propriétaire, M. Alvaro, dont la femme est coléreuse, refuse un délai à l'un de ses locataires, Eduardo, qui ne peut payer son loyer. La dernière colère de l'épouse permettra au locataire de s'acquitter de sa dette.

#### Fiche technique
- Réalisation : Eduardo De Filippo
- Scénario : Eduardo De Filippo, Charles Spaak, d'après une œuvre d'Hervé Bazin
- Décors : Ugo Bloettler
- Photographie : Enzo Serafin

#### Distribution
- Isa Miranda : Mme Alvaro
- Eduardo De Filippo : Eduardo
- Paolo Stoppa : M. Alvaro

### La Paresse

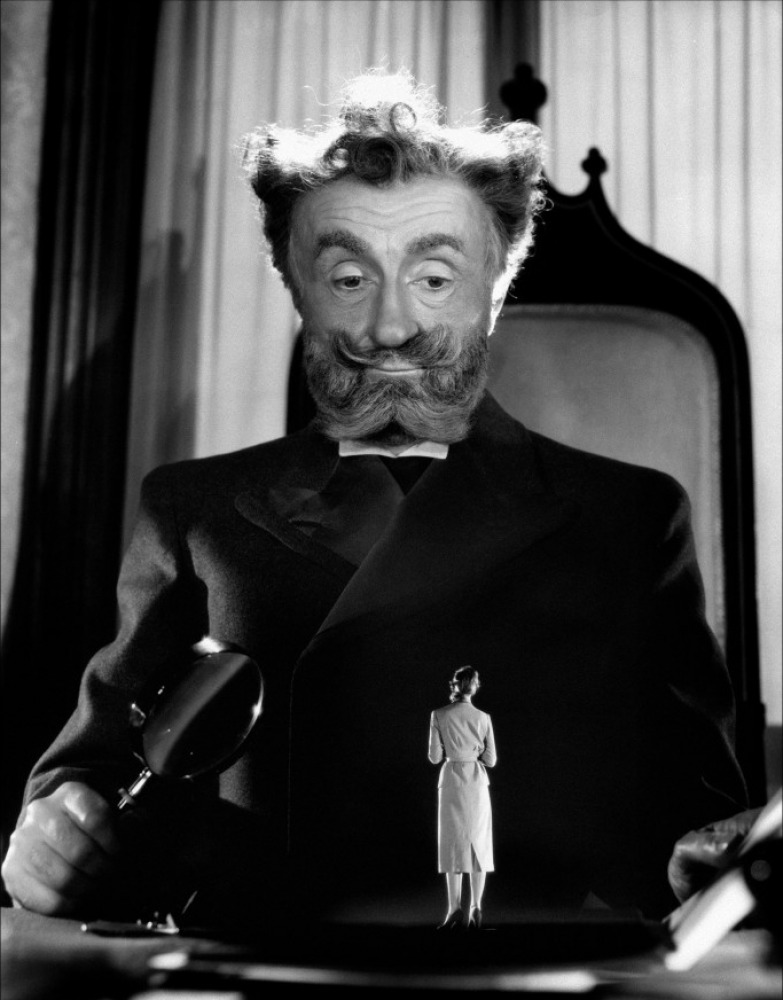
Noël-Noël (saint Pierre) dans une scène du 2e tableau intitulé La Paresse.

#### Synopsis
Une fois de plus, les hommes fabriquent des engins de plus en plus meurtriers ; saint Pierre envoie sur terre « la Paresse » pour modérer leur ardeur. Le monde tombe alors en léthargie. Le saint doit venir lui-même parmi les hommes pour demander à la Paresse de réduire l'efficacité de ses actions. L'équilibre est alors rétabli.

#### Fiche technique
- Réalisation : Jean Dréville, assisté de Paul Feyder
- Scénario, adaptation et dialogues : Carlo Rim
- Décors : Auguste Capelier
- Photographie : André Thomas
- Son : Georges Leblond
- Montage : Claude Nicole

#### Distribution
- Noël-Noël : le directeur (saint Pierre)
- Jacqueline Plessis : la Paresse
- Louis de Funès : Gaston Martin
- Madeleine Barbulée : la secrétaire
- Paul Azaïs : le patron du restaurant
- Claire Gérard : la Belge
- Janine Miller : la standardiste
- Jean Solar : le secrétaire

### La Luxure

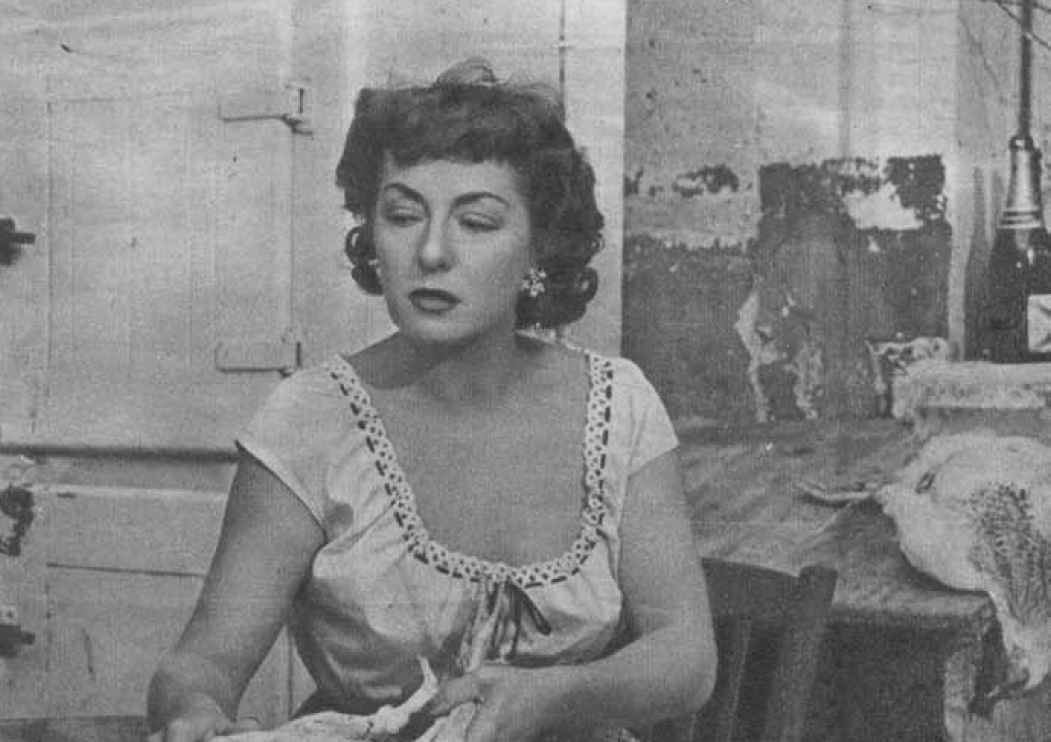
Viviane Romance (Mme Bianca, Mme Blanc) dans une scène du 3e tableau intitulé La Luxure.

#### Synopsis
Les premiers émois d'une adolescente, Chantal, qui se croit enceinte, rapprochent celui qu'elle croit être son séducteur, Ravila, de sa mère, Mme Bianca la belle aubergiste.

#### Fiche technique
- Réalisation : Yves Allégret
- Scénario, adaptation et dialogues : Jean Aurenche et Pierre Bost, d'après une nouvelle de Jules Barbey d'Aurevilly
- Décors : Auguste Capelier
- Photographie : Roger Hubert
- Son : Jean Rieul

#### Distribution
- Viviane Romance : Mme Bianca (Mme Blanc)
- Franck Villard : Ravila
- Francette Vernillat : Chantal
- Maurice Ronet : le curé
- Philippe Richard : l’évêque
- Jacques Fabbri : Julien
- Claude Arvelle : la servante
- Sophie Sel : l'amie de Chantal
- Gabriel Gobin : le gendarme

### L'Envie

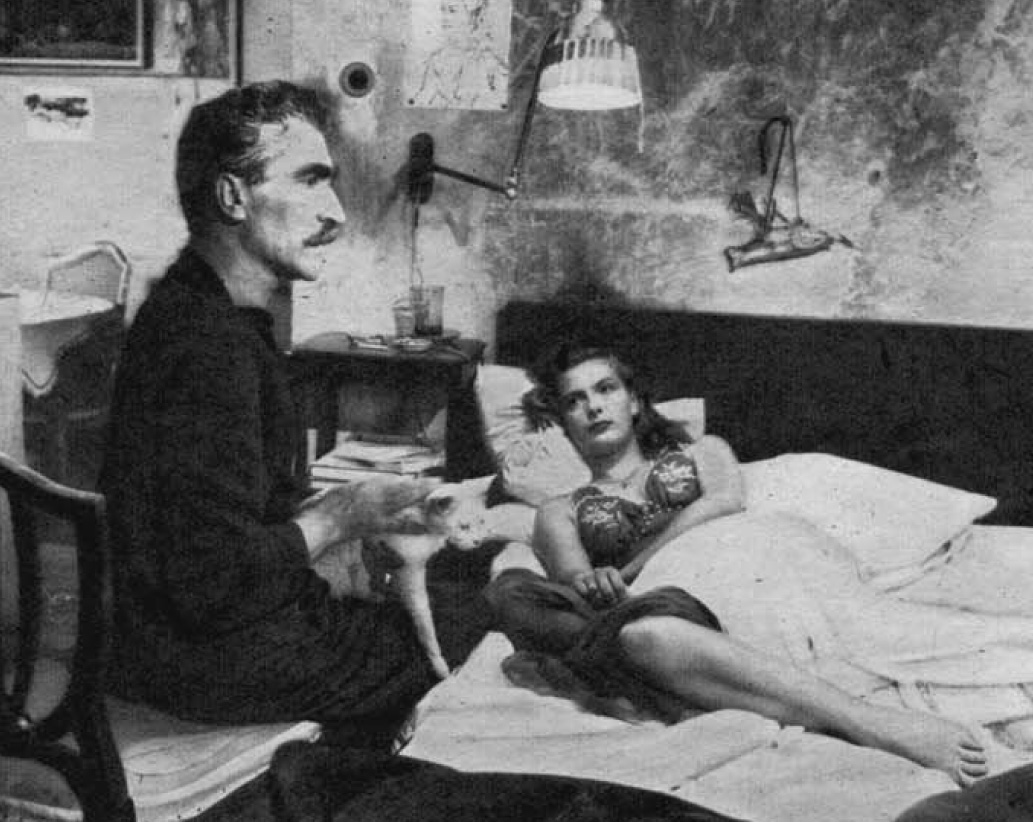
Orfeo Tamburi, Andrée Debar et Saha (le chat) dans une scène du 4e tableau intitulé L’Envie.

#### Synopsis
Camille, une jeune Française, jalouse de l'affection que son époux Olivier, peintre, porte à sa chatte, jette le félin du haut d'une terrasse. Se rendant compte que sa femme est envieuse, le peintre se sépare d'elle.

#### Fiche technique
- Réalisation : Roberto Rossellini, assisté d'Antonio Pietrangeli
- Scénario, adaptation et dialogues : Diego Fabbri, Roberto Rossellini, Liana Ferri, Turi Vasile, d'après le roman La Chatte de Colette
- Décors : Ugo Boettler
- Photographie : Enzo Serafin
- Montage : Louisette Hautecoeur

#### Distribution
- Andrée Debar : Camille
- Orfeo Tamburi : Olivier
- Nicola Ciarletta : le modèle

### La Gourmandise

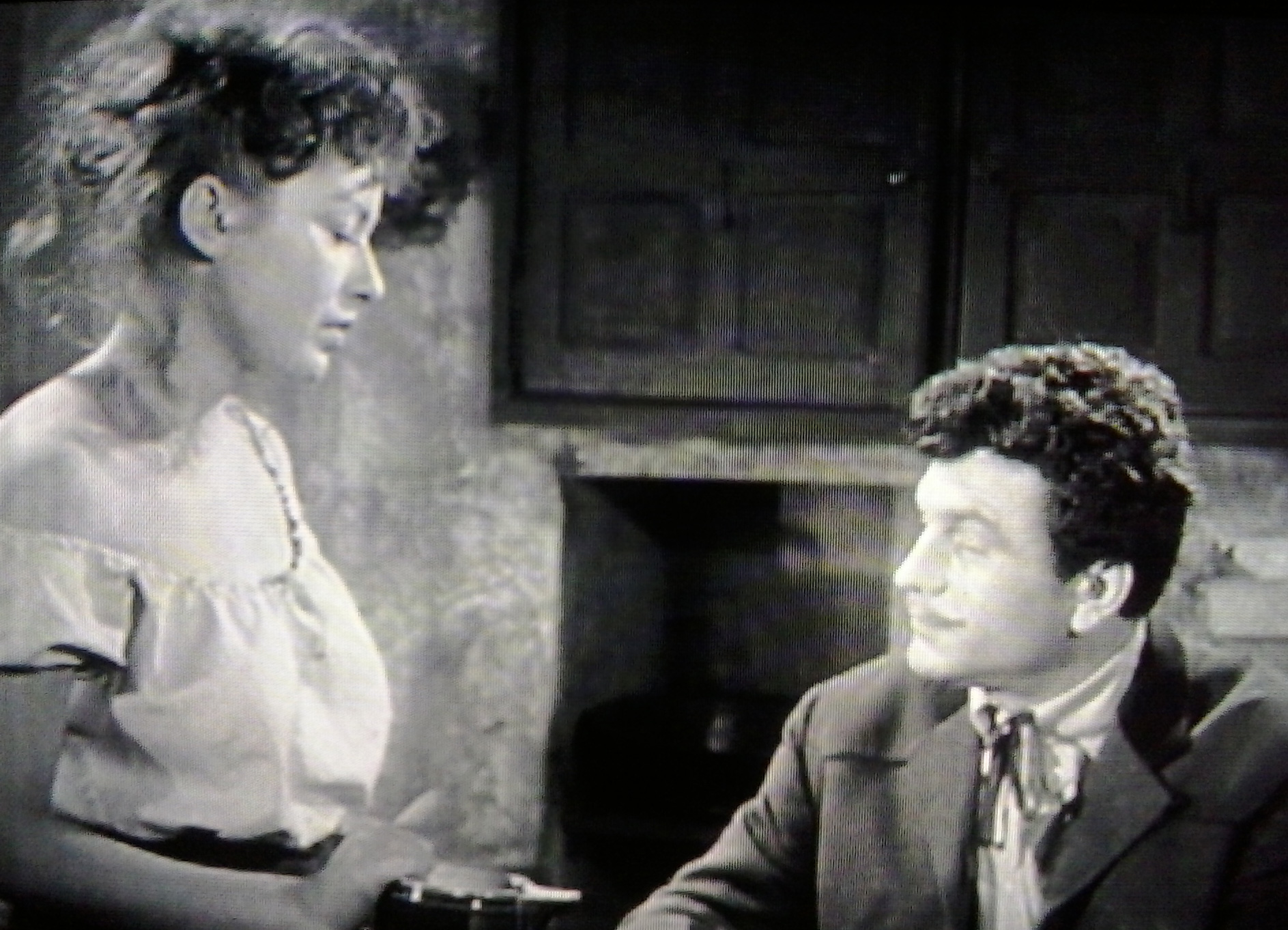
Claudine Dupuis (la paysanne) et Henri Vidal (Antonin) dans une scène du 5e tableau La Gourmandise.

#### Synopsis
Hébergé pour la nuit par un couple de paysans, un médecin de campagne, Antonin, est invité à partager la couche de ses hôtes, après un souper au cours duquel il a fort apprécié un excellent fromage. La sensuelle paysanne fait quelques avances à son invité et lui demande ce qu'il désire. Antonin se lève aussitôt pour terminer le fromage.

#### Fiche technique
- Réalisation : Carlo Rim
- Scénario, adaptation et dialogues : Carlo Rim
- Décors : Auguste Capelier
- Photographie : Robert Lefebvre
- Son : Louis Kieffer
- Montage : Louisette Hautecoeur

#### Distribution
- Henri Vidal : Henri et Antonin
- Claudine Dupuis : la paysanne
- Jean Richard : le paysan
- Paul Faivre : un joueur de cartes
- Yvonne Yma : une convive

### L'Orgueil

#### Synopsis
Des revers de fortune se sont abattus sur Mme de Pallières et sa fille Anne-Marie. Cette dernière, invitée à une réception, refuse de se prêter à la fouille qui suit le vol d'un bijou, puis elle jette son sac dans lequel on découvre quelques sandwiches qu'elle avait subtilisés pour les apporter à sa mère. Le bijou retrouvé, elle quitte fièrement le bal.

#### Fiche technique
- Réalisation : Claude Autant-Lara
- Scénario, adaptation et dialogues : Jean Aurenche, Pierre Bost, Claude Autant-Lara
- Décors : Max Douy
- Costumes : Pierre Balmain
- Photographie : André Bac
- Son : Jean Rieul
- Montage : Madeleine Gug

#### Distribution
- Michèle Morgan : Anne-Marie de Pallières
- Françoise Rosay : Élisabeth de Pallières
- Louis Seigner : l’oncle Henri
- Jean Debucourt : M. Signac
- Yolande Laffon : Mme Signac
- Marcelle Praince : la présidente
- Marguerite Cassan : Isabelle Signac
- Frédérique Hébrard : la jeune fille
- Robert Auboyneau : le plaisantin
- Julienne Paroli : la servante
- Yves Brainville : le commandant
- Germaine Stainval : une invitée
- Sacha Pitoëff : le pianiste

### Le Huitième Péché

#### Synopsis
L'illustration terminée, le bateleur harangue la foule en lui demandant de ne pas succomber au huitième péché capital, « l'imagination », et de ne jamais porter un jugement sur les seules apparences. On y voit sept personnages aux allures équivoques entrer dans un endroit mal défini. Ainsi, un jeune marin arrive en taxi avec un gros évêque qui règle la course. Puis un homme souriant, costumé en mandarin, offre des bonbons à une fillette ; une dame qu'on pourrait prendre pour une mère maquerelle s'adresse à une jolie femme dénudée ; un Africain au torse nu sert de guide aux nouveaux arrivants. Mais tout ceci est une mise en scène destinée à un peintre et non ce que tout aurait pu nous conduire à penser. Ces sept personnages sont réunis pour une peinture intitulée Ils ont tous vu.

#### Fiche technique
- Réalisation : Georges Lacombe
- Scénario, adaptation et dialogues : René Wheeler, d'après une idée de Léo Joannon
- Décors : Max Douy
- Photographie : Robert Lefebvre
- Son : Jean Rieul

#### Distribution
- Gérard Philipe : le meneur de jeu et le peintre
- Robert Dalban : le forain
- Alfred Baillou : le bossu